# Wilfred Lytell
Pour les articles homonymes, voir Lytell.
Wilfred Lytell, né le 16 octobre 1891 à New York et mort le 10 septembre 1954, est un acteur américain.

## Biographie
Lytell naît à New York, et apparaît dans 35 films entre 1915 et 1952. 
Le 29 novembre 1923, alors qu'il travaille pour le film The Warrens of Virginia à San Antonio au Texas, l'actrice Martha Mansfield (24 ans) est sévèrement brûlée quand une allumette d'un membre de l'équipe enflamme son costume de la guerre de Sécession. Wilfred Lytell, qui était l'acteur principal du film, lance son manteau sur elle. Le feu est éteint, mais l'étendue des brûlures est telle qu'elle succombe à ses blessures le lendemain.
Il meurt à Salem, New York, le 10 septembre 1954,. Son frère l'acteur  Bert Lytell, meurt 18 jours après lui.

## Filmographie
- 1916 : The Conflict (en)
- 1916 : Freddy's Narrow Escape (en)
- 1916 : The Combat (non crédité)
- 1918 : Our Mrs. McChesney (en)
- 1919 : Thunderbolts of Fate (en)
- 1920 : The Fatal Hour
- 1920 : Heliotrope (en)

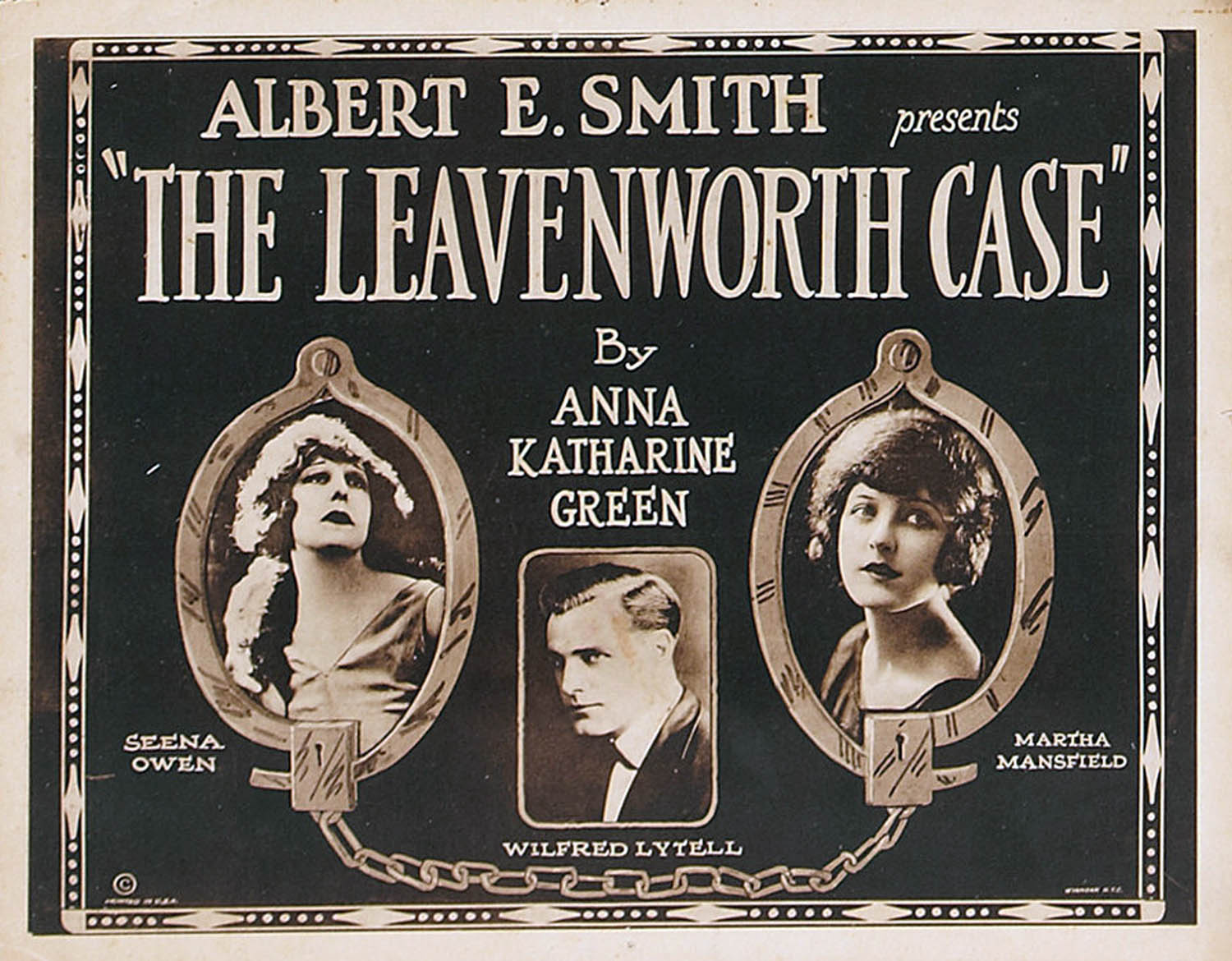
The Leavenworth Case (1923).

- 1920 : The Harvest Moon de J. Searle Dawley
- 1921 : L'Intrépide Héritière (Know Your Men) de Charles Giblyn
- 1922 : The Man Who Paid (en)
- 1923 : The Fair Cheat (en)
- 1923 : The Leavenworth Case (en)
- 1924 : The Warrens of Virginia d'Elmer Clifton
- 1924 : The Trail of the Law (en)
- 1926 : Bluebeard's Seven Wives (en)